# William Lloyd Barry
William Lloyd Barry (ur. 20 grudnia 1916 w Nowej Zelandii, zm. 2 lipca 1999 na Hawajach) – nowozelandzki działacz religijny, członek Ciała Kierowniczego Świadków Jehowy.

## Życiorys
William L. Barry dorastał w rodzinie Świadków Jehowy. Po ukończeniu studiów w zakresie nauk ścisłych, 1 stycznia 1939 roku rozpoczął wolontariat w Biurze Oddziału Towarzystwa Strażnica w Australii – jako członek rodziny Betel. W roku 1941 w czasie II wojny światowej i zakazu działalności Świadków Jehowy w Australii był więziony z powodu odmowy pełnienia służby wojskowej.
W lutym 1942 roku poślubił Melbę, pochodzącą z Australii. Razem z nią w 1948 roku ukończył w Stanach Zjednoczonych 11. klasę Biblijnej Szkoły Strażnicy – Gilead. W listopadzie 1949 roku zostali oni skierowani do Japonii, do miasta Kobe, gdzie rozpoczęli służbę misjonarską. W 1952 roku został nadzorcą oddziału Towarzystwa Strażnica w Japonii. W Japonii pełnił służbę do kwietnia 1975 roku.
28 listopada 1974 roku został członkiem Ciała Kierowniczego. W roku 1975 przeniósł się z żoną do Biura Głównego Świadków Jehowy w Brooklynie w Nowym Jorku. Pracował w Dziale Redakcyjnym, był też członkiem Komitetu Wydawniczego Ciała Kierowniczego. Zmarł 2 lipca 1999 roku, w czasie gdy brał udział w kongresie Świadków Jehowy pod hasłem „Prorocze słowo Boże” na Hawajach.

## Podróże służbowe
W.L. Barry odwiedził i brał udział w otwarciu szeregu Biur Oddziału, brał udział także w kongresach międzynarodowych. Odwiedził około 80 krajów.